# Río Changaral
El río Changaral es un curso de agua que fluye en la Región del Ñuble y pertenece a la cuenca del río Itata. Es el principal afluente del río Ñuble.
Antiguamente fue llamado en su cuenca inferior estero Millauquén.

## Trayecto
El río Changaral nace al sur de la ciudad de San Carlos (Chile) (no lejos del río Perquilauquén de la cuenca del río Maule) y drena la parte centro-norte de la cuenca del Itata. Inicialmente lleva una dirección oeste para girar con rumbo SE, bordear las ciudades de San Nicolás y Portezuelo hasta desembocar en la ribera derecha del río Ñuble, pocos kilómetros aguas abajo de haberlo hecho el río Chillán por la izquierda del Ñuble.

## Caudal y régimen
El informe de la DGA reporta para la parte baja de la cuenca del río Ñuble, desde la junta del río Cato hasta su confluencia con el río Itata, incluyendo sus afluentes y subafluentes Cato, Niblinto, Changaral y Chillán:
En esta subcuenca se observa un régimen pluvial, con sus mayores caudales en invierno, producto de importantes lluvias en la zona. En años húmedos los mayores caudales ocurren entre mayo y julio, mientras que los menores lo hacen entre enero y marzo. En años secos los mayores caudales se presentan entre julio y agosto, producto de los aportes pluviales. El período de menores caudales se presenta en el trimestre dado por los meses de enero, febrero y marzo.

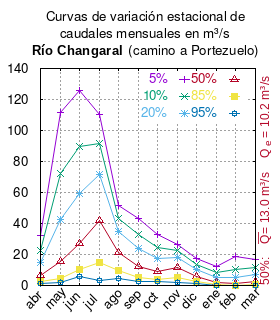
Curvas de variación estacional del río Changaral en cruce camino a Portezuelo, poco antes de su junta con el río Ñuble, a 60 msnm.

El caudal del río (en un lugar fijo) varía en el tiempo, por lo que existen varias formas de representarlo. Una de ellas son las curvas de variación estacional que, tras largos periodos de mediciones, predicen estadísticamente el caudal mínimo que lleva el río con una probabilidad dada, llamada probabilidad de excedencia. La curva de color rojo ocre (con {\displaystyle {\color {Red}\vartriangle }}) muestra los caudales mensuales con probabilidad de excedencia de un 50%. Esto quiere decir que ese mes se han medido igual cantidad de caudales mayores que caudales menores a esa cantidad. Eso es la mediana (estadística), que se denota Qe, de la serie de caudales de ese mes. La media (estadística) es el promedio matemático de los caudales de ese mes y se denota {\displaystyle {\overline {Q}}}. 
Una vez calculados para cada mes, ambos valores son calculados para todo el año y pueden ser leídos en la columna vertical al lado derecho del diagrama. El significado de la probabilidad de excedencia del 5% es que, estadísticamente, el caudal es mayor solo una vez cada 20 años, el de 10% una vez cada 10 años, el de 20% una vez cada 5 años, el de 85% quince veces cada 16 años y la de 95% diecisiete veces cada 18 años. Dicho de otra forma, el 5% es el caudal de años extremadamente lluviosos, el 95% es el caudal de años extremadamente secos. De la estación de las crecidas puede deducirse si el caudal depende de las lluvias (mayo-julio) o del derretimiento de las nieves (septiembre-enero).

## Historia
Francisco Solano Asta-Buruaga y Cienfuegos escribió en 1899 en su obra póstuma Diccionario Geográfico de la República de Chile sobre el río:
Changaral.-—Riachuelo del departamento de San Carlos. Procede de los derrames orientales de los cerros que se hallan apartados al O. de su capital, entre este departamento y el de Itata. Lleva su escaso caudal, que se agota en verano, en dirección hacia el oriente hasta reunirse con el riachuelo de Millauquén, al cual ha solido darse igualmente el nombre de Changaral.